# Роберт Бејден-Поуел
Роберт Стивенсон Смајт Бејден-Поуел (енгл. Robert Stephenson Smyth Baden-Powell, 1st Baron Baden-Powell; IPA:; 22. фебруар 1857 — 8. јануар 1941) је био британски генерал и оснивач скаутског покрета. Као зачетник идеје скаутизма у свету сматра се Канађанин Ернест Томпсон Ситон који је још 1902. године основао групу дечака таборника са задатком да се уче животу у природи и на принципима добровољности и самодисциплине. Тако је и зачета организација „Woodcroft“. Оснивач скаутизма у свету је генерал-мајор Роберт Бејден-Поуел. Он је у 1899, у Другом бурском рату за време опсаде тврђаве користио дечаке за одговорне задатке. Вративши се у Енглеску, године 1907. створио је организацију скаута. Три године касније, ова организација је имала 123.000 чланова. Умро је 1941. године и сахрањен је у Нијери (Кенија), а на надгробној плочи је исписано „Роберт Бејден-Поуел, шеф скаута света“. Први скаутски међународни табор одржан је 1920. у Олимпији у Лондону, а прва међународна конференција о скаутизму одржана је 1922. у Паризу и од тада је скаутизам постао светски покрет.
Образован у Чартерхаус школи, Бејден-Поуел је служио у британској војсци од 1876. до 1910. у Индији и Африци. Године 1899, током Другог бурског рата у Јужној Африци, Бејден-Поуел је успешно обранио град у опсади Мафекинга. Неколико његових књига, написаних за војно извиђање и извиђачку обуку током његових афричких годинама, такође је стекло популарност међу дечацима. У августу 1907, он је одржао демонстрацијски камп, Извиђачки камп на острву Браунсе, што се сматра почетком извиђаштва. На основу његових ранијих књига, посебно Помоћи у извиђању, он је написао књигу Извиђање за дечаке, коју је 1908. године објавио сер Артур Пирсон, за дечију читалачку публику. Године 1910, Бејден-Поуел се повукао из војне службе и основао Удружење извиђача.
Први извиђачки скуп одржан је у Кристалној палати 1909. године. Присуствовале су и девојчице у извиђачким униформама, рекавши Бејден-Поуелу да су оне „извиђачице”. Године 1910, Бејден-Поуел и његова сестра Агнес Бејден-Поуел покренули су организацију Девојчице водичи и девојчице извиђачи. Он се оженио 1912. године са Олав Ст Клер Сомс. Роберт је водио покрете извиђача и девојчица водича до пензионисања 1937. године. Бејден-Поуел је своје последње године провео у Њерију у Кенији, где је преминуо и сахрањен 1941. године. Његов гроб је национални споменик.

## Младост
Бејден-Поуел је био син векечасног професора Бејдена Поуела, савилијског професора геометрије на Универзитету Оксфорд и свештеника Енглеске цркве, и његове треће жене, Хенријете Грејс Смит, најстарије кћери адмирала Вилијама Хенрија Смита. Након што је велечасни проф. Поуел умро 1860. године, његова удовица је, да би идентификовала своју децу са славом свог покојног мужа и издвојила своју децу од њихове полубраће и рођака, стилизовала породично име Бејден-Поуел. То име је на крају законски промењено Краљевском лиценцом 30. априла 1902.
Породица оца Бејден-Поуела потиче из Сафока. Најранији познати предак његове мајке Смит био је ројалистички амерички колониста; отац њене мајке Томас Варингтон био је британски конзул у Напуљу око 1800.
Бејден-Поуел је рођен као Роберт Стефенсон Смит Поуел на локацији са адресом 6 Станхоуп (сада 11 Станхоуп Терас), Падингтон, Лондон, 22. фебруара 1857. Његова породица га је звала Стифи (изговара се као „Стиви”). Име је добио по свом куму, Роберту Стивенсону, железничком и грађевинском инжењеру, а треће име му је било презиме његове мајке. Бејден-Поуел је имао четворо старије полубраће и сестара из другог од два претходна брака свог оца, и био је шесто дете из трећег очевог брака.
Бејден-Поуелов отац је умро када је он имао три године. Након тога, Бејден-Поуела је подигла његова мајка, снажна жена која је била одлучна да изведе своју децу на пут. Године 1933, он је изјавио о њој: „Целокупна тајна мог сналажења у животу лежи у мојој мајци.”
Он је похађао школу Роуз Хил, Танбриџ Велс и добио стипендију за Чартерхаус, престижну јавну школу која је добила име по зградама древних картузијанских манастира које је заузимала у Лондону. Међутим, док је он тамо био ученик, школа се преселила у нове наменски изграђене просторије на селу у близини Годалминга у Сарију. Он је свирао клавир и виолину, био је амбидекстријски уметник и уживао је у глуми. Празнике је проводио на екпедицијама на једрилицама или кануима са браћом. Бејден-Поуелово прво упознавање са извиђачким вештинама било је кроз вребање и кување дивљачи, док је избегавао наставнике у оближњој шуми, што је било строго забрањено.

## Војна каријера
Године 1876, Бејден-Поуел се придружио 13. хусарском коњичком пуку у Индији у чину поручника. Он је побољшао и усавршио своје војне извиђачке вештине међу Зулу народом почетком 1880-их у провинцији Натал у Јужној Африци, где је био постављен његов пук, и где је био помењан у депешама. Бејден-Поуелове вештине су импресионирале његове претпостављене и 1890. проглашен је вишим мајором са задицима војног секретара и вишег ађутанта врховног команданта и гувернера Малте, његовог ујака генерала сер Хенрија Августуса Смита. Он је био је послат на Малту на период од три године, где је такође радио као обавештајни официр за Медитеран за директора војне обавештајне службе. Он је често је путовао прерушен у колекционара лептира, при чему је укључивао планове војних инсталација у своје цртеже крила лептира. Године 1884, он је објавио дело Reconnaissance and Scouting.
Бејден-Поуел се вратио у Африку 1896. године и служио у Другом матабелском рату, у експедицији за растерећење особља Британске јужноафричке компаније под опсадом у Булавају. Ово је за њега било формативно искуство не само зато што је командовао извиђачким мисијама на непријатељској територији у брдима Матопоса, већ и зато што су многе његове касније извиђачке идеје овде узеле маха. Током ове кампање први пут је упознао и спријатељио се са америчким извиђачем Фредериком Раселом Бернамом, који је Бејден-Поуела упознао са причама о америчком Старом Западу и дрвној радиности (тј. скауткрафту), а овде се први пут упознао са верзија западног каубојског шешира из Монтане, које је Стетсон навелико производио, а који је такође постао познат као кампањски шешир, и са многим свестраним и практичним употребама мараме.